# Héctor Scotta
Héctor Horacio Leonel Scotta Guigo (San Justo, 27 settembre 1950) è un ex calciatore argentino, di ruolo attaccante.

## Biografia
È il nonno di Valentino Fattore, anch'egli un calciatore professionista.

## Carriera

### Gli inizi

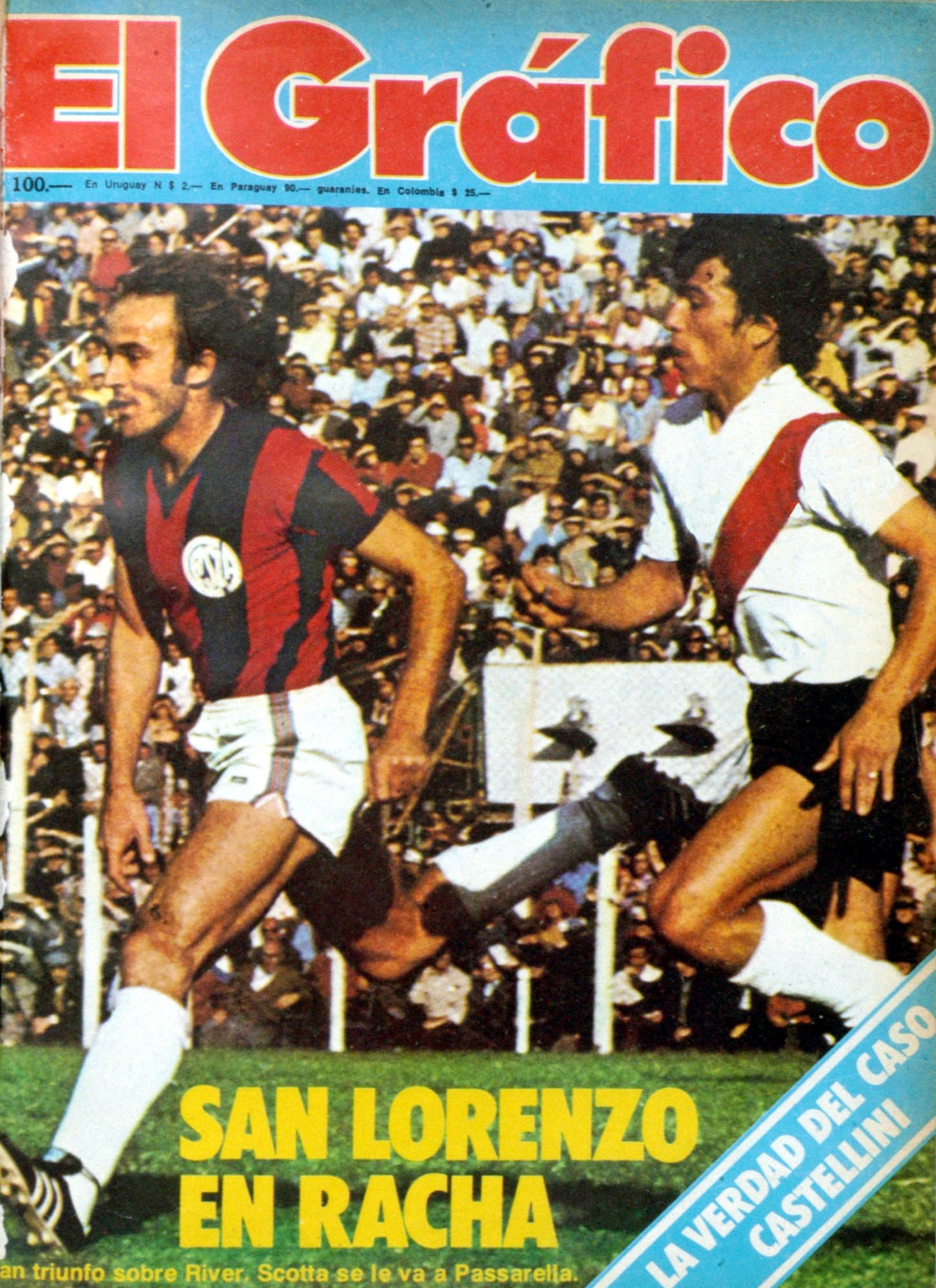
Copertina di El Gráfico in cui è raffigurato Scotta, con la maglia rossoblù del San Lorenzo, inseguito da Daniel Passarella del

Ha iniziato la sua carriera nell'Unión Santa Fe, con cui nel 1970 ha messo a segno 9 gol in 23 partite; l'anno seguente passa al San Lorenzo, con cui nella prima stagione mette a segno 20 gol nelle 34 partite disputate. Continua a giocare con la squadra di Buenos Aires fino al 1975, anno in cui tra il Campionato Nacional e il Campionato Metropolitano realizza 60 gol, grazie ai quali diventa il miglior marcatore al mondo del 1975; nella stessa stagione vince anche il primo titolo nazionale della sua carriera. L'anno seguente passa invece al Grêmio, in Brasile, con cui vince un titolo statale.

### Siviglia
Dopo una sola stagione in Brasile passa al Siviglia, con cui gioca tre campionati nella massima serie spagnola; nella stagione 1979-1980, in coppia con il connazionale Daniel Bertoni, guida la squadra andalusa ad un ottavo posto in classifica, mettendo a segno 16 gol in 34 partite.

### Il ritorno in patria e gli ultimi anni
Nel 1980 torna in Argentina al San Lorenzo, ma dopo appena una stagione, nel 1980, va a vestire la maglia del Ferro Carril Oeste, sempre in Primera División; nel 1981 torna per la terza volta in carriera a vestire la maglia del San Lorenzo, mentre nel 1982 va al Boca Juniors, con cui nell'ultima stagione in massima serie della sua carriera mette a segno 2 gol nelle 15 partite disputate. Continua poi a giocare in seconda serie, chiudendo la carriera nel 1988 nel San Miguel.

#### Nazionale
In totale ha giocato sette partite in nazionale, segnando cinque gol; ha partecipato con la maglia della nazionale ai Giochi Panamericani del 1971, nei quali ha vinto la medaglia d'oro.

## Palmarès

### Club

#### Competizioni statali
- Campionato Gaucho: 1

Gremio: 1977

#### Competizioni nazionali
- Campionato argentino: 2

San Lorenzo: 1972, 1974

### Individuale
- Capocannoniere del campionato argentino: 2

Metropolitano 1975 (32 reti), Nacional 1975 (28 reti)
- Calciatore argentino dell'anno: 1

1975